# Aeroporto Muliterno de Dracena
O Aeroporto Muliterno de Dracena está localizado no município de Dracena, no estado de São Paulo.

## Aeroporto Estadual Muliterno deDracena
SDDR/QDC

### Características
Aeroporto Estadual Muliterno de Dracena  

Latitude: 21º27'40" S - Longitude: 51º36'24" O 

Indicação ICAO: SDDR - Horário de Funcionamento: H24 

Código de Pista: 2 - Tipo de Operação: VFR diurno/noturno 

Altitude: 372m/1.220 ft - Área Patrimonial (ha): 47,75 

Temp. Média: 32,6 °C - Categoria Contra Incêndio disponível: 0 

Distância da Capital (km) - Aérea: 564 Rodoviária: 660 

Distância até o centro da cidade: 9 km

### Movimento
Dimensões (m): 1.500 x 30 

Designação da cabeceira: 9 - 27 - Cabeceira Predominante: 9 

Declividade máxima: 0,92% - Declividade Efetiva: 0,22% 	

Tipo de Piso: asfalto - Resistência do Piso (PCN): 9/F/C/X/T

### Pista
Ligação do pátio à pista de pouso - PRA (m): 165 x 15 

Tipo de Piso: asfalto 

Distância da cabeceira mais próxima (m): 700

### Pátio
Dimensões (m): 100x60 - Capacidade de Aviões: 5 EMB-110 

Dist. da Borda ao Eixo da Pista(m): 180 - Tipo de Piso: asfalto

### Auxílios operacionais
Sinais de Eixo de Pista – Luzes de pistas, Luzes de cabeceira, luzes de táxi 

Farol rotativo – Sinais de Guia de Táxi – Biruta 

Sinais de Cabeceira de Pista – Sinais Indicadores de Pista 

Freq. do Aeródromo: 123,45 – Circuito de Tráfego Aéreo: Padrão 

### Abastecimento
Não possui

### Instalações
Terminal de Passageiros (m²): 250 
	
Estac. de Veículos - nº de vagas: 100 - Tipo de Piso: pedrisco

### Serviços
Hangares: 1 - Cabine de Força (KF)